# Valdemar Magnusson
Valdemar Magnusson (né vers 1280 - mort début 1318) est le troisième fils du roi Magnus III de Suède et de la reine Helwig de Holstein. Il porte le titre de duc de Finlande (titré aussi duc d'Uppland et d'Öland).

## Le Prétendant
En 1298 lors du couronnement de son frère aîné le roi Birger de Suède, Valdemar obtient le titre de duc (suédois : Hertig) de Finlande. C’est à la même époque qu’il épouse Kristina, la fille du régent Torgils Knutsson.
Après 1300, les relations entre le roi soutenu par Torgils Knutsson et ses deux frères cadets Erik Magnusson duc de Södermanland et Valdemar duc de Finlande se détériorent rapidement. Dans ce contexte, Valdemar fait annuler par l’Église son union avec Kristina pour cause de parenté spirituelle car Torgils Knutsson était son parrain. En décembre 1305, les ducs obtiennent du roi l’arrestation de Torgils Knutsson, qui est exécuté au début de l’année suivante.
La même année, les ducs capturent par trahison le roi à Håtuna dans l’Uppland et l’emprisonnent dans le château de Nyköping. Cette félonie provoque une intervention d’Eric VI de Danemark et d’Håkon V de Norvège qui obligent les ducs à libérer leur prisonnier en 1308 mais le roi doit prêter un serment humiliant qui l’oblige à ne pas chercher à se venger. Il s’enfuit toutefois au Danemark et revient avec une troupe. La guerre civile fait rage pendant deux ans jusqu’à la signature le 28 juillet 1310 de la paix de Helsingborg, qui oblige le roi à partager le royaume avec ses deux frères.
Le 29 septembre 1312 intervient à Oslo le double mariage entre Erik Magnusson et Ingeborg Hakonsdatter, l’héritière du trône fille du roi Håkon V de Norvège et entre le duc Valdemar Magnusson et Ingeborg Eriksdatter, cousine de la précédente et fille de l’ancien roi Éric II de Norvège qui était la seconde dans l’ordre de succession.
Dans les années suivantes, les deux ducs cherchent à élargir leur part du royaumes de Suède et Valdemar obtient les châteaux de Turku et de Häme.
La nuit du 10 et le 11 décembre 1317, le roi Birger fait arrêter ses deux frères lors d’un repas de cérémonie, épisode connu dans l'historiographie suédoise sous le nom de « Banquet de Nyköping » (suédois : Nyköpings gästabud), et il les fait emprisonner au château de la ville où il les laisse mourir de faim et de soif au début de l’année suivante (le testament conjoint des deux ducs est du 18 janvier 1318).
Après l'emprisonnement d'Erik et de Valdemar, leurs épouses prennent la tête de leurs partisans et le 16 avril 1318, elles signent un acte à Kalmar avec l’archevêque de Lund Esger Juul, et le roi Christophe II de Danemark pour exiger la libération de leurs conjoints. Le décès des deux ducs est alors dévoilé et leurs partisans sous la conduite de Mats Kättilmundson se soulèvent dans le but de proclamer roi Magnus le fils unique d’Erik Magnusson et de Ingeborg Hakonsdatter de Norvège.
La veuve de Valdemar Magnusson, Ingeborg Eriksdatter, dont les enfants étaient sans doute disparus en bas âge reçoit comme douaire l'île Öland avec le titre de duchesse. Elle demeure en Suède jusqu’à sa propre mort vers 1353.

## Généalogie
| Birger Jarl (1210-1266)          | Birger Jarl (1210-1266)          | Birger Jarl (1210-1266)          | Birger Jarl (1210-1266)          | Birger Jarl (1210-1266)          | Birger Jarl (1210-1266)          |  |  | Ingeborg de Suède (~1212-~1254) | Ingeborg de Suède (~1212-~1254) | Ingeborg de Suède (~1212-~1254) | Ingeborg de Suède (~1212-~1254) | Ingeborg de Suède (~1212-~1254) | Ingeborg de Suède (~1212-~1254) |  |  | Gérard Ier de Holstein-Itzehoe (~1232-1290) | Gérard Ier de Holstein-Itzehoe (~1232-1290) | Gérard Ier de Holstein-Itzehoe (~1232-1290) | Gérard Ier de Holstein-Itzehoe (~1232-1290) | Gérard Ier de Holstein-Itzehoe (~1232-1290) | Gérard Ier de Holstein-Itzehoe (~1232-1290) |  |  | Élisabeth de Mecklembourg (1235-1280)  | Élisabeth de Mecklembourg (1235-1280)  | Élisabeth de Mecklembourg (1235-1280)  | Élisabeth de Mecklembourg (1235-1280)  | Élisabeth de Mecklembourg (1235-1280)  | Élisabeth de Mecklembourg (1235-1280)  |  |  |                                |                                |                                |                                |                                |                                |  |  |                                   |                                   |                                   |                                   |                                   |                                   |  |  |                                 |                                 |                                 |                                 |                                 |                                 |  |  |                                                                    |                                                                    |                                                                    |                                                                    |                                                                    |                                                                    |  |  |                                             |                                             |                                             |                                             |                                             |                                             |  |  |
| Birger Jarl (1210-1266)          | Birger Jarl (1210-1266)          | Birger Jarl (1210-1266)          | Birger Jarl (1210-1266)          | Birger Jarl (1210-1266)          | Birger Jarl (1210-1266)          |  |  | Ingeborg de Suède (~1212-~1254) | Ingeborg de Suède (~1212-~1254) | Ingeborg de Suède (~1212-~1254) | Ingeborg de Suède (~1212-~1254) | Ingeborg de Suède (~1212-~1254) | Ingeborg de Suède (~1212-~1254) |  |  | Gérard Ier de Holstein-Itzehoe (~1232-1290) | Gérard Ier de Holstein-Itzehoe (~1232-1290) | Gérard Ier de Holstein-Itzehoe (~1232-1290) | Gérard Ier de Holstein-Itzehoe (~1232-1290) | Gérard Ier de Holstein-Itzehoe (~1232-1290) | Gérard Ier de Holstein-Itzehoe (~1232-1290) |  |  | Élisabeth de Mecklembourg (1235-1280)  | Élisabeth de Mecklembourg (1235-1280)  | Élisabeth de Mecklembourg (1235-1280)  | Élisabeth de Mecklembourg (1235-1280)  | Élisabeth de Mecklembourg (1235-1280)  | Élisabeth de Mecklembourg (1235-1280)  |  |  |                                |                                |                                |                                |                                |                                |  |  |                                   |                                   |                                   |                                   |                                   |                                   |  |  |                                 |                                 |                                 |                                 |                                 |                                 |  |  |                                                                    |                                                                    |                                                                    |                                                                    |                                                                    |                                                                    |  |  |                                             |                                             |                                             |                                             |                                             |                                             |  |  |
|                                  |                                  |                                  |                                  |                                  |                                  |  |  |                                 |                                 |                                 |                                 |                                 |                                 |  |  |                                             |                                             |                                             |                                             |                                             |                                             |  |  |                                        |                                        |                                        |                                        |                                        |                                        |  |  |                                |                                |                                |                                |                                |                                |  |  |                                   |                                   |                                   |                                   |                                   |                                   |  |  |                                 |                                 |                                 |                                 |                                 |                                 |  |  |                                                                    |                                                                    |                                                                    |                                                                    |                                                                    |                                                                    |  |  |                                             |                                             |                                             |                                             |                                             |                                             |  |  |
|                                  |                                  |                                  |                                  |                                  |                                  |  |  |                                 |                                 |                                 |                                 |                                 |                                 |  |  |                                             |                                             |                                             |                                             |                                             |                                             |  |  |                                        |                                        |                                        |                                        |                                        |                                        |  |  |                                |                                |                                |                                |                                |                                |  |  |                                   |                                   |                                   |                                   |                                   |                                   |  |  |                                 |                                 |                                 |                                 |                                 |                                 |  |  |                                                                    |                                                                    |                                                                    |                                                                    |                                                                    |                                                                    |  |  |                                             |                                             |                                             |                                             |                                             |                                             |  |  |
|                                  |                                  |                                  |                                  |                                  |                                  |  |  |                                 |                                 |                                 |                                 |                                 |                                 |  |  |                                             |                                             |                                             |                                             |                                             |                                             |  |  |                                        |                                        |                                        |                                        |                                        |                                        |  |  |                                |                                |                                |                                |                                |                                |  |  |                                   |                                   |                                   |                                   |                                   |                                   |  |  |                                 |                                 |                                 |                                 |                                 |                                 |  |  |                                                                    |                                                                    |                                                                    |                                                                    |                                                                    |                                                                    |  |  |                                             |                                             |                                             |                                             |                                             |                                             |  |  |
| Magnus III de Suède (~1240-1290) | Magnus III de Suède (~1240-1290) | Magnus III de Suède (~1240-1290) | Magnus III de Suède (~1240-1290) | Magnus III de Suède (~1240-1290) | Magnus III de Suède (~1240-1290) |  |  | Helwig de Holstein (~1254-1324) | Helwig de Holstein (~1254-1324) | Helwig de Holstein (~1254-1324) | Helwig de Holstein (~1254-1324) | Helwig de Holstein (~1254-1324) | Helwig de Holstein (~1254-1324) |  |  | Éric V de Danemark (1249-1286)              | Éric V de Danemark (1249-1286)              | Éric V de Danemark (1249-1286)              | Éric V de Danemark (1249-1286)              | Éric V de Danemark (1249-1286)              | Éric V de Danemark (1249-1286)              |  |  | Agnès de Brandebourg (1257-1304)       | Agnès de Brandebourg (1257-1304)       | Agnès de Brandebourg (1257-1304)       | Agnès de Brandebourg (1257-1304)       | Agnès de Brandebourg (1257-1304)       | Agnès de Brandebourg (1257-1304)       |  |  | Håkon V de Norvège (1270-1319) | Håkon V de Norvège (1270-1319) | Håkon V de Norvège (1270-1319) | Håkon V de Norvège (1270-1319) | Håkon V de Norvège (1270-1319) | Håkon V de Norvège (1270-1319) |  |  | Euphémie de Rügen (~1289-1312)    | Euphémie de Rügen (~1289-1312)    | Euphémie de Rügen (~1289-1312)    | Euphémie de Rügen (~1289-1312)    | Euphémie de Rügen (~1289-1312)    | Euphémie de Rügen (~1289-1312)    |  |  | Torgils Knutsson (?-1306)       | Torgils Knutsson (?-1306)       | Torgils Knutsson (?-1306)       | Torgils Knutsson (?-1306)       | Torgils Knutsson (?-1306)       | Torgils Knutsson (?-1306)       |  |  | Éric II de Norvège (1268-1299)                                     | Éric II de Norvège (1268-1299)                                     | Éric II de Norvège (1268-1299)                                     | Éric II de Norvège (1268-1299)                                     | Éric II de Norvège (1268-1299)                                     | Éric II de Norvège (1268-1299)                                     |  |  | Isabel Bruce (~1272–1358)                   | Isabel Bruce (~1272–1358)                   | Isabel Bruce (~1272–1358)                   | Isabel Bruce (~1272–1358)                   | Isabel Bruce (~1272–1358)                   | Isabel Bruce (~1272–1358)                   |  |  |
| Magnus III de Suède (~1240-1290) | Magnus III de Suède (~1240-1290) | Magnus III de Suède (~1240-1290) | Magnus III de Suède (~1240-1290) | Magnus III de Suède (~1240-1290) | Magnus III de Suède (~1240-1290) |  |  | Helwig de Holstein (~1254-1324) | Helwig de Holstein (~1254-1324) | Helwig de Holstein (~1254-1324) | Helwig de Holstein (~1254-1324) | Helwig de Holstein (~1254-1324) | Helwig de Holstein (~1254-1324) |  |  | Éric V de Danemark (1249-1286)              | Éric V de Danemark (1249-1286)              | Éric V de Danemark (1249-1286)              | Éric V de Danemark (1249-1286)              | Éric V de Danemark (1249-1286)              | Éric V de Danemark (1249-1286)              |  |  | Agnès de Brandebourg (1257-1304)       | Agnès de Brandebourg (1257-1304)       | Agnès de Brandebourg (1257-1304)       | Agnès de Brandebourg (1257-1304)       | Agnès de Brandebourg (1257-1304)       | Agnès de Brandebourg (1257-1304)       |  |  | Håkon V de Norvège (1270-1319) | Håkon V de Norvège (1270-1319) | Håkon V de Norvège (1270-1319) | Håkon V de Norvège (1270-1319) | Håkon V de Norvège (1270-1319) | Håkon V de Norvège (1270-1319) |  |  | Euphémie de Rügen (~1289-1312)    | Euphémie de Rügen (~1289-1312)    | Euphémie de Rügen (~1289-1312)    | Euphémie de Rügen (~1289-1312)    | Euphémie de Rügen (~1289-1312)    | Euphémie de Rügen (~1289-1312)    |  |  | Torgils Knutsson (?-1306)       | Torgils Knutsson (?-1306)       | Torgils Knutsson (?-1306)       | Torgils Knutsson (?-1306)       | Torgils Knutsson (?-1306)       | Torgils Knutsson (?-1306)       |  |  | Éric II de Norvège (1268-1299)                                     | Éric II de Norvège (1268-1299)                                     | Éric II de Norvège (1268-1299)                                     | Éric II de Norvège (1268-1299)                                     | Éric II de Norvège (1268-1299)                                     | Éric II de Norvège (1268-1299)                                     |  |  | Isabel Bruce (~1272–1358)                   | Isabel Bruce (~1272–1358)                   | Isabel Bruce (~1272–1358)                   | Isabel Bruce (~1272–1358)                   | Isabel Bruce (~1272–1358)                   | Isabel Bruce (~1272–1358)                   |  |  |
|                                  |                                  |                                  |                                  |                                  |                                  |  |  |                                 |                                 |                                 |                                 |                                 |                                 |  |  |                                             |                                             |                                             |                                             |                                             |                                             |  |  |                                        |                                        |                                        |                                        |                                        |                                        |  |  |                                |                                |                                |                                |                                |                                |  |  |                                   |                                   |                                   |                                   |                                   |                                   |  |  |                                 |                                 |                                 |                                 |                                 |                                 |  |  |                                                                    |                                                                    |                                                                    |                                                                    |                                                                    |                                                                    |  |  |                                             |                                             |                                             |                                             |                                             |                                             |  |  |
|                                  |                                  |                                  |                                  |                                  |                                  |  |  |                                 |                                 |                                 |                                 |                                 |                                 |  |  |                                             |                                             |                                             |                                             |                                             |                                             |  |  |                                        |                                        |                                        |                                        |                                        |                                        |  |  |                                |                                |                                |                                |                                |                                |  |  |                                   |                                   |                                   |                                   |                                   |                                   |  |  |                                 |                                 |                                 |                                 |                                 |                                 |  |  |                                                                    |                                                                    |                                                                    |                                                                    |                                                                    |                                                                    |  |  |                                             |                                             |                                             |                                             |                                             |                                             |  |  |
|                                  |                                  |                                  |                                  |                                  |                                  |  |  |                                 |                                 |                                 |                                 |                                 |                                 |  |  |                                             |                                             |                                             |                                             |                                             |                                             |  |  |                                        |                                        |                                        |                                        |                                        |                                        |  |  |                                |                                |                                |                                |                                |                                |  |  |                                   |                                   |                                   |                                   |                                   |                                   |  |  |                                 |                                 |                                 |                                 |                                 |                                 |  |  |                                                                    |                                                                    |                                                                    |                                                                    |                                                                    |                                                                    |  |  |                                             |                                             |                                             |                                             |                                             |                                             |  |  |
|                                  |                                  |                                  |                                  |                                  |                                  |  |  |                                 |                                 |                                 |                                 |                                 |                                 |  |  |                                             |                                             |                                             |                                             |                                             |                                             |  |  |                                        |                                        |                                        |                                        |                                        |                                        |  |  |                                |                                |                                |                                |                                |                                |  |  |                                   |                                   |                                   |                                   |                                   |                                   |  |  |                                 |                                 |                                 |                                 |                                 |                                 |  |  |                                                                    |                                                                    |                                                                    |                                                                    |                                                                    |                                                                    |  |  |                                             |                                             |                                             |                                             |                                             |                                             |  |  |
| Ingeburg de Suède (1277-1319)    | Ingeburg de Suède (1277-1319)    | Ingeburg de Suède (1277-1319)    | Ingeburg de Suède (1277-1319)    | Ingeburg de Suède (1277-1319)    | Ingeburg de Suède (1277-1319)    |  |  | Éric VI de Danemark (1274-1319) | Éric VI de Danemark (1274-1319) | Éric VI de Danemark (1274-1319) | Éric VI de Danemark (1274-1319) | Éric VI de Danemark (1274-1319) | Éric VI de Danemark (1274-1319) |  |  | Birger Magnusson (1280-1318)                | Birger Magnusson (1280-1318)                | Birger Magnusson (1280-1318)                | Birger Magnusson (1280-1318)                | Birger Magnusson (1280-1318)                | Birger Magnusson (1280-1318)                |  |  | Marthe de Danemark (1277-1341)         | Marthe de Danemark (1277-1341)         | Marthe de Danemark (1277-1341)         | Marthe de Danemark (1277-1341)         | Marthe de Danemark (1277-1341)         | Marthe de Danemark (1277-1341)         |  |  | Erik Magnusson (1282-1318)     | Erik Magnusson (1282-1318)     | Erik Magnusson (1282-1318)     | Erik Magnusson (1282-1318)     | Erik Magnusson (1282-1318)     | Erik Magnusson (1282-1318)     |  |  | Ingeborg Hakonsdatter (1301-1361) | Ingeborg Hakonsdatter (1301-1361) | Ingeborg Hakonsdatter (1301-1361) | Ingeborg Hakonsdatter (1301-1361) | Ingeborg Hakonsdatter (1301-1361) | Ingeborg Hakonsdatter (1301-1361) |  |  | Valdemar Magnusson (~1285-1318) | Valdemar Magnusson (~1285-1318) | Valdemar Magnusson (~1285-1318) | Valdemar Magnusson (~1285-1318) | Valdemar Magnusson (~1285-1318) | Valdemar Magnusson (~1285-1318) |  |  | Kristina Torgilsdotter de 1302 à 1305 puis mariage annulé          | Kristina Torgilsdotter de 1302 à 1305 puis mariage annulé          | Kristina Torgilsdotter de 1302 à 1305 puis mariage annulé          | Kristina Torgilsdotter de 1302 à 1305 puis mariage annulé          | Kristina Torgilsdotter de 1302 à 1305 puis mariage annulé          | Kristina Torgilsdotter de 1302 à 1305 puis mariage annulé          |  |  | Rikissa Magnusdotter (sv) (~1285/1287-1348) | Rikissa Magnusdotter (sv) (~1285/1287-1348) | Rikissa Magnusdotter (sv) (~1285/1287-1348) | Rikissa Magnusdotter (sv) (~1285/1287-1348) | Rikissa Magnusdotter (sv) (~1285/1287-1348) | Rikissa Magnusdotter (sv) (~1285/1287-1348) |  |  |
| Ingeburg de Suède (1277-1319)    | Ingeburg de Suède (1277-1319)    | Ingeburg de Suède (1277-1319)    | Ingeburg de Suède (1277-1319)    | Ingeburg de Suède (1277-1319)    | Ingeburg de Suède (1277-1319)    |  |  | Éric VI de Danemark (1274-1319) | Éric VI de Danemark (1274-1319) | Éric VI de Danemark (1274-1319) | Éric VI de Danemark (1274-1319) | Éric VI de Danemark (1274-1319) | Éric VI de Danemark (1274-1319) |  |  | Birger Magnusson (1280-1318)                | Birger Magnusson (1280-1318)                | Birger Magnusson (1280-1318)                | Birger Magnusson (1280-1318)                | Birger Magnusson (1280-1318)                | Birger Magnusson (1280-1318)                |  |  | Marthe de Danemark (1277-1341)         | Marthe de Danemark (1277-1341)         | Marthe de Danemark (1277-1341)         | Marthe de Danemark (1277-1341)         | Marthe de Danemark (1277-1341)         | Marthe de Danemark (1277-1341)         |  |  | Erik Magnusson (1282-1318)     | Erik Magnusson (1282-1318)     | Erik Magnusson (1282-1318)     | Erik Magnusson (1282-1318)     | Erik Magnusson (1282-1318)     | Erik Magnusson (1282-1318)     |  |  | Ingeborg Hakonsdatter (1301-1361) | Ingeborg Hakonsdatter (1301-1361) | Ingeborg Hakonsdatter (1301-1361) | Ingeborg Hakonsdatter (1301-1361) | Ingeborg Hakonsdatter (1301-1361) | Ingeborg Hakonsdatter (1301-1361) |  |  | Valdemar Magnusson (~1285-1318) | Valdemar Magnusson (~1285-1318) | Valdemar Magnusson (~1285-1318) | Valdemar Magnusson (~1285-1318) | Valdemar Magnusson (~1285-1318) | Valdemar Magnusson (~1285-1318) |  |  | Kristina Torgilsdotter de 1302 à 1305 puis mariage annulé          | Kristina Torgilsdotter de 1302 à 1305 puis mariage annulé          | Kristina Torgilsdotter de 1302 à 1305 puis mariage annulé          | Kristina Torgilsdotter de 1302 à 1305 puis mariage annulé          | Kristina Torgilsdotter de 1302 à 1305 puis mariage annulé          | Kristina Torgilsdotter de 1302 à 1305 puis mariage annulé          |  |  | Rikissa Magnusdotter (sv) (~1285/1287-1348) | Rikissa Magnusdotter (sv) (~1285/1287-1348) | Rikissa Magnusdotter (sv) (~1285/1287-1348) | Rikissa Magnusdotter (sv) (~1285/1287-1348) | Rikissa Magnusdotter (sv) (~1285/1287-1348) | Rikissa Magnusdotter (sv) (~1285/1287-1348) |  |  |
|                                  |                                  |                                  |                                  |                                  |                                  |  |  |                                 |                                 |                                 |                                 |                                 |                                 |  |  |                                             |                                             |                                             |                                             |                                             |                                             |  |  |                                        |                                        |                                        |                                        |                                        |                                        |  |  |                                |                                |                                |                                |                                |                                |  |  |                                   |                                   |                                   |                                   |                                   |                                   |  |  |                                 |                                 |                                 |                                 |                                 |                                 |  |  |                                                                    |                                                                    |                                                                    |                                                                    |                                                                    |                                                                    |  |  |                                             |                                             |                                             |                                             |                                             |                                             |  |  |
|                                  |                                  |                                  |                                  |                                  |                                  |  |  |                                 |                                 |                                 |                                 |                                 |                                 |  |  |                                             |                                             |                                             |                                             |                                             |                                             |  |  |                                        |                                        |                                        |                                        |                                        |                                        |  |  |                                |                                |                                |                                |                                |                                |  |  |                                   |                                   |                                   |                                   |                                   |                                   |  |  |                                 |                                 |                                 |                                 |                                 |                                 |  |  |                                                                    |                                                                    |                                                                    |                                                                    |                                                                    |                                                                    |  |  |                                             |                                             |                                             |                                             |                                             |                                             |  |  |
|                                  |                                  |                                  |                                  |                                  |                                  |  |  |                                 |                                 |                                 |                                 |                                 |                                 |  |  | Magnus Birgersson (1300-1320)               | Magnus Birgersson (1300-1320)               | Magnus Birgersson (1300-1320)               | Magnus Birgersson (1300-1320)               | Magnus Birgersson (1300-1320)               | Magnus Birgersson (1300-1320)               |  |  | Le nom des autres enfants est inconnu. | Le nom des autres enfants est inconnu. | Le nom des autres enfants est inconnu. | Le nom des autres enfants est inconnu. | Le nom des autres enfants est inconnu. | Le nom des autres enfants est inconnu. |  |  | Magnus IV de Suède (1316-1374) | Magnus IV de Suède (1316-1374) | Magnus IV de Suède (1316-1374) | Magnus IV de Suède (1316-1374) | Magnus IV de Suède (1316-1374) | Magnus IV de Suède (1316-1374) |  |  | Euphémia de Suède (1317–1370)     | Euphémia de Suède (1317–1370)     | Euphémia de Suède (1317–1370)     | Euphémia de Suède (1317–1370)     | Euphémia de Suède (1317–1370)     | Euphémia de Suède (1317–1370)     |  |  |                                 |                                 |                                 |                                 |                                 |                                 |  |  | Ingeborg Eriksdatter de 1312 à 1318 (mort de son mari) (1297–1353) | Ingeborg Eriksdatter de 1312 à 1318 (mort de son mari) (1297–1353) | Ingeborg Eriksdatter de 1312 à 1318 (mort de son mari) (1297–1353) | Ingeborg Eriksdatter de 1312 à 1318 (mort de son mari) (1297–1353) | Ingeborg Eriksdatter de 1312 à 1318 (mort de son mari) (1297–1353) | Ingeborg Eriksdatter de 1312 à 1318 (mort de son mari) (1297–1353) |  |  |                                             |                                             |                                             |                                             |                                             |                                             |  |  |
|                                  |                                  |                                  |                                  |                                  |                                  |  |  |                                 |                                 |                                 |                                 |                                 |                                 |  |  | Magnus Birgersson (1300-1320)               | Magnus Birgersson (1300-1320)               | Magnus Birgersson (1300-1320)               | Magnus Birgersson (1300-1320)               | Magnus Birgersson (1300-1320)               | Magnus Birgersson (1300-1320)               |  |  | Le nom des autres enfants est inconnu. | Le nom des autres enfants est inconnu. | Le nom des autres enfants est inconnu. | Le nom des autres enfants est inconnu. | Le nom des autres enfants est inconnu. | Le nom des autres enfants est inconnu. |  |  | Magnus IV de Suède (1316-1374) | Magnus IV de Suède (1316-1374) | Magnus IV de Suède (1316-1374) | Magnus IV de Suède (1316-1374) | Magnus IV de Suède (1316-1374) | Magnus IV de Suède (1316-1374) |  |  | Euphémia de Suède (1317–1370)     | Euphémia de Suède (1317–1370)     | Euphémia de Suède (1317–1370)     | Euphémia de Suède (1317–1370)     | Euphémia de Suède (1317–1370)     | Euphémia de Suède (1317–1370)     |  |  |                                 |                                 |                                 |                                 |                                 |                                 |  |  | Ingeborg Eriksdatter de 1312 à 1318 (mort de son mari) (1297–1353) | Ingeborg Eriksdatter de 1312 à 1318 (mort de son mari) (1297–1353) | Ingeborg Eriksdatter de 1312 à 1318 (mort de son mari) (1297–1353) | Ingeborg Eriksdatter de 1312 à 1318 (mort de son mari) (1297–1353) | Ingeborg Eriksdatter de 1312 à 1318 (mort de son mari) (1297–1353) | Ingeborg Eriksdatter de 1312 à 1318 (mort de son mari) (1297–1353) |  |  |                                             |                                             |                                             |                                             |                                             |                                             |  |  |

## Sources
- Corinne Péneau (trad. du suédois), Erikskrönika, Paris, Publications de la Sorbonne, 2005, 258 p. (ISBN 2-85944-524-2, OCLC 60760032, lire en ligne)
- Ingvar Andersson (trad. Marcel Bouvier, préf. André Chamson), Histoire de la Suède… des origines à nos jours, Roanne, Horvath, 1973, 397 p.
- Lucien Musset, les Peuples scandinaves au Moyen Âge, Presses Universitaires de France, Paris, 1951